# Lupukkapää
Lupukkapää är en kulle i Finland.   Den ligger i den ekonomiska regionen Norra Lappland och landskapet Lappland, i den norra delen av landet, 900 km norr om huvudstaden Helsingfors. Toppen på Lupukkapää är 560 meter över havet.
Terrängen runt Lupukkapää är huvudsakligen lite kuperad.  Trakten runt Lupukkapää är nära nog obefolkad, med mindre än två invånare per kvadratkilometer. Det finns inga samhällen i närheten. Omgivningarna runt Lupukkapää är i huvudsak ett öppet busklandskap.